# Trilha sonora de Kami nomi zo Shiru Sekai
Lista de singles e álbuns musicais relacionados ao anime de Kami nomi zo Shiru Sekai, listados de acordo com a ordem de lançamento.